# منظمة العمل الديمقراطي الشعبي
منظمة العمل الديمقراطي الشعبي OADP كان حزب مغربيا يساري التوجه تأسس يوم 1 يناير 1983 بعد حصوله على الشرعية القانونية عند عودة قيادته من المنفى. أسسه كل من محمد بن سعيد أيت إيدر ومحمد الحبيب طالب ومحمد المريني والعربي مفضال ومصطفى مسداد وإبراهيم ياسين وعيسى الورديغي إلى جانب الفقيد أحمد بنعزوز ومصطفى بوعزيز.

## تأسيس المنظمة
منظمة العمل الديمقراطي الشعبي هي في الأصل امتداد لـمنظمة 23 مارس ذات التوجه الماركسي -اللينيني وذو البعد القومي العربي شأن منظمة العمل الشيوعي اللبنانية والجبهتين الديموقراطية والشعبية الفلسطينيتين وحزب العمال الثوري العربي السوري.التي تأسست أواخر الستينيات وبداية السبعينيات من ق.20.
أصدرت هذه الحركة في 15 نوفمبر 1979 جريدة «أنوال» (من جملة أعضاء هيئة تحريرها الأولى: محمد حميمة برادة والعربي مفضال ومحمد نجيب كومينة وأحمد الحجامي وحسن السوسي وطالع السعود الأطلسي ومحمد برني وسعيد يقطين. أوقفت العمل بجريدة «23 مارس» التي كانت تصدر بفرنسا. كما أسست قطاعا نسائيا وازنا هو «اتحاد العمل النسائي» يتوفر على صحيفة «8 مارس» (من رموزه المؤسسة لطيفة الجبابدي وعائشة لخماس ونزهة العلوي ورحمة نظيف..) وقطاعا طلابيا هو «الطلبة الديموقراطيون» (من رموزه المؤسسة محسن عيوش وحسن السوسي ومحمد الهجابي وطالع السعود الأطلسي وخديجة اليوسفي..)، ويتوفر على مجلة «الشباب الدبموقراطي» وقطاعا شبابيا هو «حركة الشبيبة الديموقراطية» (من رموزه المؤسسة أحمد شوقي بنيوب وأحمد طليمات وأنس أوزين ومحمد الهجابي وحسن السوسي وعائشة أبوناي وحكيمة فنيدي ومحمد بنحمو ومصطفى مفتاح وعبد اللطيف الرامي وأحمد جهيد..). وعانى مناضلو المنظمة من حملات الاعتقال في سبعينات القرن العشرين وفي بدايات الثمانينيات منه. في سنة 1986 عقدت المنظمة أول مؤتمر لها في إطار العمل الشرعي، انبثقت عنه «كتابة وطنية» احتفظت بجل أعضاء القيادة السابقة مضافا إليها الفقيد الحسين كوار وعبد الصمد بلكبير وبعدما مثل المنظمة محمد بن سعيد آيت يدر لوحده في البرلمان لمدة سنوات؛ إذ إليه يرجع الفضل في تحريك ملف المعتقلين في البرلمان ولا سيما ملف ما بات يسمى بملف معتقلي«تازمامارت». وحصلت المنظمة على 8% من الأصوات أي أربعة من مقاعد مجلس النواب المغربي يوم 14 نوفمبر 1997. ومع أن المنظمة ساندت حكومة الاشتراكي عبد الرحمان اليوسفي فيما سمته ب«المساندة النقدية أو الإيجابية»، فإنها لم تمثل في الجهاز التنفيذي (الحكومي). وعرفت المنظمة في منتصف التسعينيات (1996) انقساما جذريا بين تيارين داخليين أحدهما بزعامة محمد بن سعيد وإبراهيم ياسين الذي ظل محتفظا باسم المنظمة والثاني بزعامة عيسى الورديغي ومحمد الحبيب طالب الذين أسسا سنة 1996 الحزب الاشتراكي الديمقراطي.ونشب صراع حاد بين التيارين حول الأحقية في جريدة «أنوال». وهو صراع لم يحسم، ما جعل منظمة العمل تشتغل عبر جريدة «الأنوار» الصادرة بتطوان، فجريدة «المنظمة» لاحقاً، فيما اشتغل جناح الورديغي عبر جريدة «أنوال الجديدة»، ثم جريدة «السياسة الجديدة». وعرفت منظمة العمل الديموقراطي الشعبي كذلك ظهور تيار ثالث بزعامة محمد المريني التحق بحزب الاتحاد الاشتراكي. وقد اتحدت المنظمة في منتصف يوليو 2002 مع ثلاثة اتجاهات يسارية هي الحركة من أجل الديمقراطية والديمقراطيون المستقلون والفعاليات اليسارية المستقلة، مشكلة ما أصبح يعرف بـ «حزب اليسار الاشتراكي الموحد».

## الإندماج مع الحزب الإشتراكي الموحد
خلال سنة 2005، جرت مشاورات بين الحزب وجمعية الوفاء للديمقراطية المنشقة عن حزب الاتحاد الاشتراكي للقوات الشعبية، حتى ثم الاندماج ليولد الحزب الاشتراكي الموحد في نفس السنة يقوده السيد محمد مجاهد إلى غاية المؤتمر الثالث للحزب سنة 2011 لتتولى زعامته امرأة هي السيدة نبيلة منيب في 15 يناير 2012 .قاطع الحزب الانتخابات التشريعية لسنة 2011 بينما ساند بقوة حركة 20 فبراير واضعا مقراته رهن إشارتها.